# Yarmouth Town
"Yarmouth Town" er en traditionel engelsk sang. Det er en shanty eller sømandssang om byen Great Yarmouth på Norfolks kyst. Sangen handler om en ung kvinder, som er datter af en krovært, der tager mange elskere blandt de sømænd, der kommer i havn.

## Indspilninger
Sangen er blevet fremført og indspillet af en række forskellige musikere og bands, heriblandt The Clancy Brothers, Planxty, Gaelic Storm, Great Big Sea, Bellowhead og Nic Jones. 

- Planxty udgav "Yarmouth Town" som B-siden til "Cliffs of Dooneen" fra 1972
- Great Big Sea på  deres album Sea of No Cares (2002)
- Bellowhead på deres album Hedonism (2010) og Hedonism Live (2011)
- Jon Boden fra Bellowhead indspillede sangen i august 2010 under projektet A Folk Song A Day der foregik 2010-2011, hvor han indspillede en folkesang hver dag i et helt år
- Nic Jones på hans livealbum Unearthed (2011)
- Gaelic Storm på deres album The Boathouse (2013)